# Bibbia di Hamilton

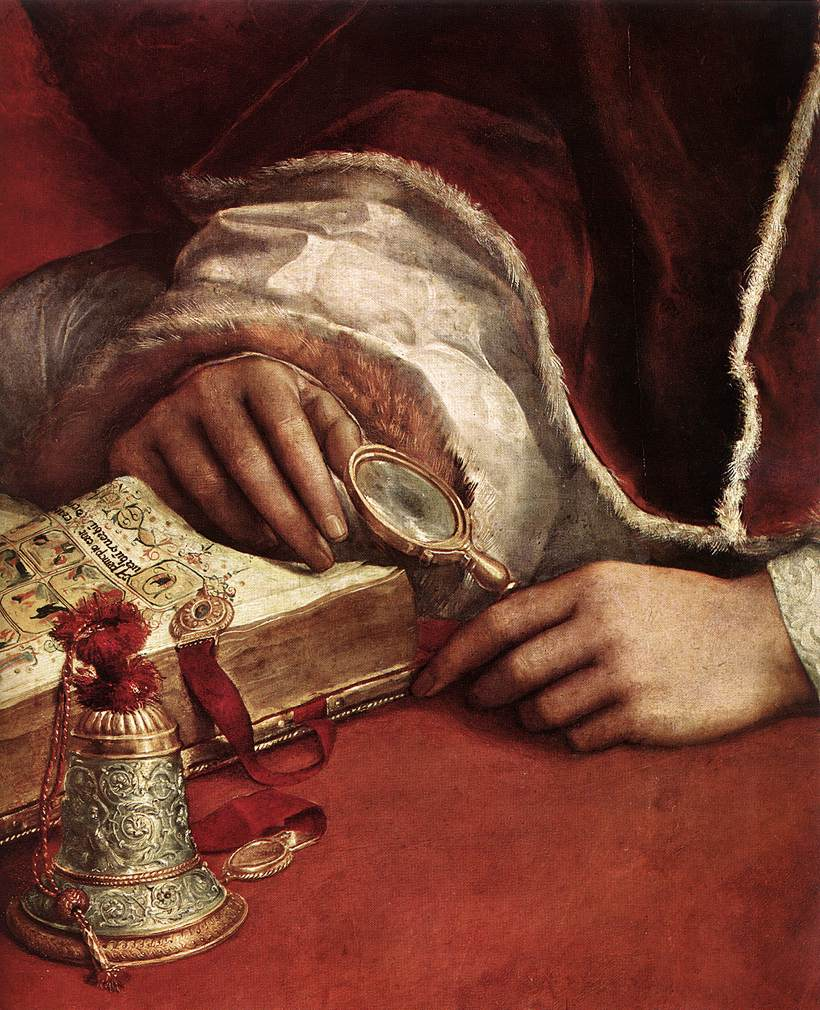
Un dettaglio della Bibbia di Hamilton nel Ritratto di Papa Leone X con i Cardinali Giulio de' Medici e Luigi de' Rossi di Raffaello

La Bibbia di Hamilton (Berlin, Kupferstichkabinett 78 E 3) è un codice miniato del XIV secolo commissionato dalla corte angioina di Napoli durante il regno della regina Giovanna I, illustrato da Cristoforo Orimina attorno il 1350.
Prende il nome da Alexander Hamilton, decimo duca di Hamilton, politico e collezionista d'arte scozzese che ne fu proprietario fino al 1884, quando fu acquistato dalla Biblioteca di Stato di Berlino, ed è tuttora conservato nella collezione del Kupferstichkabinett  col codice 78 E 3.
Secondo Bernice Davidson, storica dell'arte rinascimentale, ricercatrice e curatrice alla Frick Collection di New York, la Bibbia che viene mostrata aperta nel Ritratto di Papa Leone X con i Cardinali Giulio de' Medici e Luigi de' Rossi di Raffaello, sarebbe proprio la Bibbia di Hamilton .